# بابکی گانستسکیه
بابکی گانستسکیه (به لهستانی:  Babki Gąseckie) یک روستا در لهستان است که در گمینا اولتسکو واقع شده‌است.